# 美喙蝶屬
美喙蝶屬（Snout，學名：Libytheana）是蛺蝶科喙蝶亞科中的一個屬。

## 分佈
四個物種分佈於新大陸。卡麗美喙蝶較廣泛的分佈於美國至南美洲，另外3個種分佈於加勒比地區。

## 物種
- 卡麗美喙蝶 （Libytheana carinenta） (Cramer, 1777) 
  - 美喙蝶 （L. c. bachmanii）
- 奇紋美喙蝶 （Libytheana terena） (Godart, 1819)
- 魔提婭美喙蝶 （Libytheana motya） (Hübner, 1823)
- Libytheana fulvescens (Lathy, 1904)